# Schloss Röthelstein

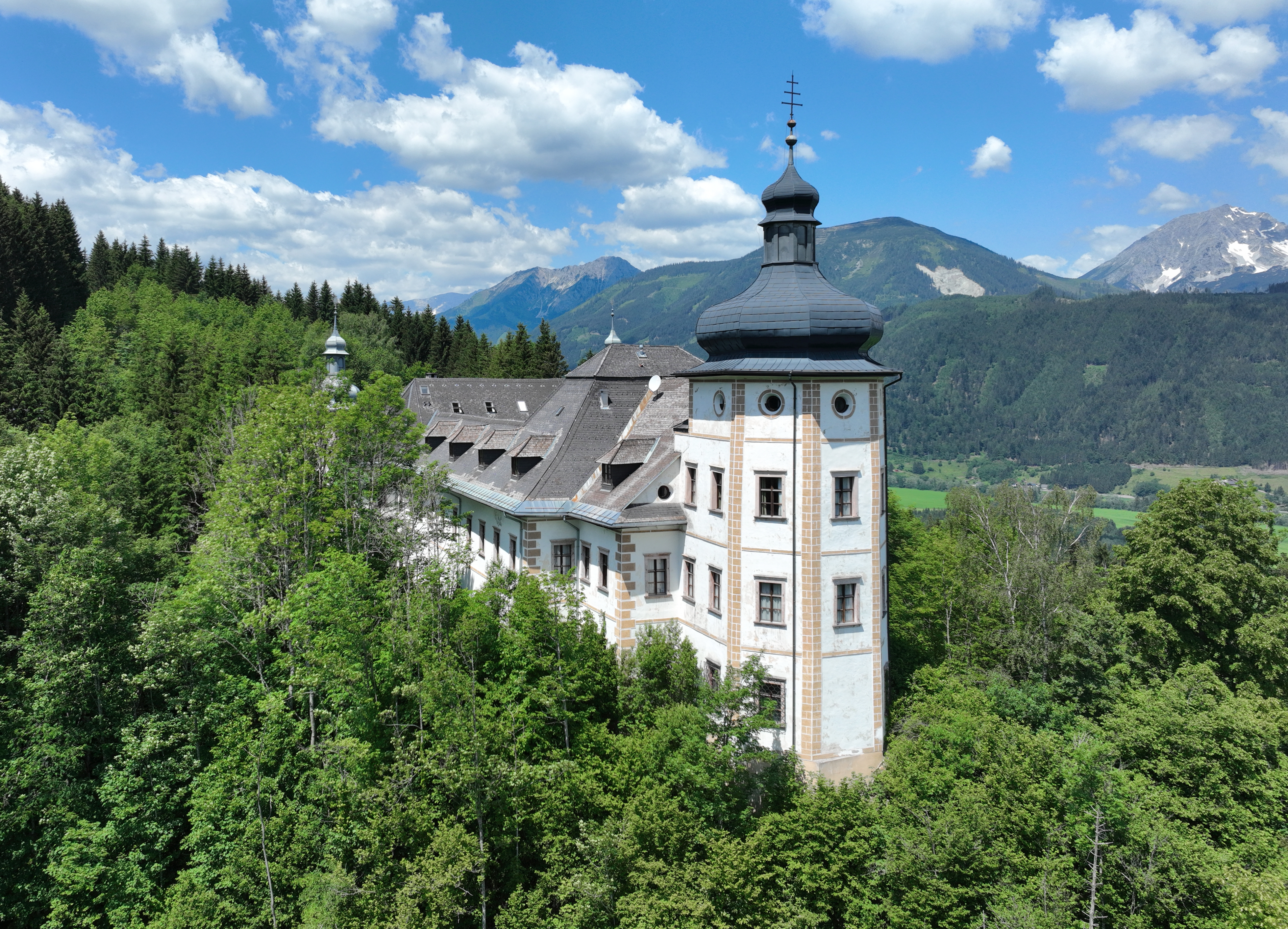
Südostansicht des Schlosses Röthelstein

Das Schloss Röthelstein ist ein frühbarockes Schloss am Hang des Klosterkogels südlich des Marktes Admont in der Steiermark.

## Geschichte
Schloss Röthelstein wurde in den Jahren 1655–1657 von Urban Weber, Abt des Stift Admont, am Klosterkogel erbaut und diente den Äbten und deren Mitbrüdern als Sommerresidenz. Als 1865 das Stift Admont abbrannte, diente das Schloss Röthelstein als Ausweichquartier für die Mönche. Bis zum Beginn des Zweiten Weltkrieges befand sich im Schloss eine 370 Bilder umfassende Gemäldegalerie. Die Reste der einstigen Gemäldesammlung hängen nun im Kapitelsaal des Stiftes Admont sowie im dortigen Museum. 
1938 wurde Röthelstein vom Deutschen Reich übernommen. Es diente dem Bund Deutscher Mädel als Ferienlager. Außerdem war hier die Bildersammlung Heinrich Himmlers deponiert. 1973 erwarb der Steirische Jugendherbergsverband (heute: JUFA Holding GmbH, hervorgegangen u. a. aus den steirischen Landesorganisationen von Jugendherbergsverband und Jugendherbergswerk) Schloss Röthelstein vom Stift Admont, restaurierte es 1974–1977 unter der Leitung des Wiener Architektenbüros Eisenhofer & Gnilsen und machte es zu einem Jugendgästehaus.
Mit Ende Oktober 2024 wurde das JUFA Hotel Schloss Röthelstein in Admont geschlossen, da es scheinbar nicht mehr wirtschaftlich war. Die Hotelgruppe Jufa verkündete, dass sie aus wirtschaftlichen Gründen fünf Standorte in der Steiermark und in Kärnten zusperren werde, darunter auch Schloss Röthelstein. Die Entscheidung wurde aus sozialer und wirtschaftlicher Verantwortung gegenüber den Beschäftigten getroffen.

## Architektur
Das Schloss Röthelstein ist eine zweigeschoßige, rechteckige, nahezu symmetrische Anlage um einen heute überdachten Pfeilerarkadenhof. Das Schloss wird im Osten von einem achteckigen Kapellenturm und zwei vorspringenden, polygonalen Ecktürmen im Westen überragt. Alle Türme haben Zwiebelhelme mit Laternen.
Der westliche Vorhof ist von einer Schießschartenmauer und Rondellen mit Zeltdächern umgeben.

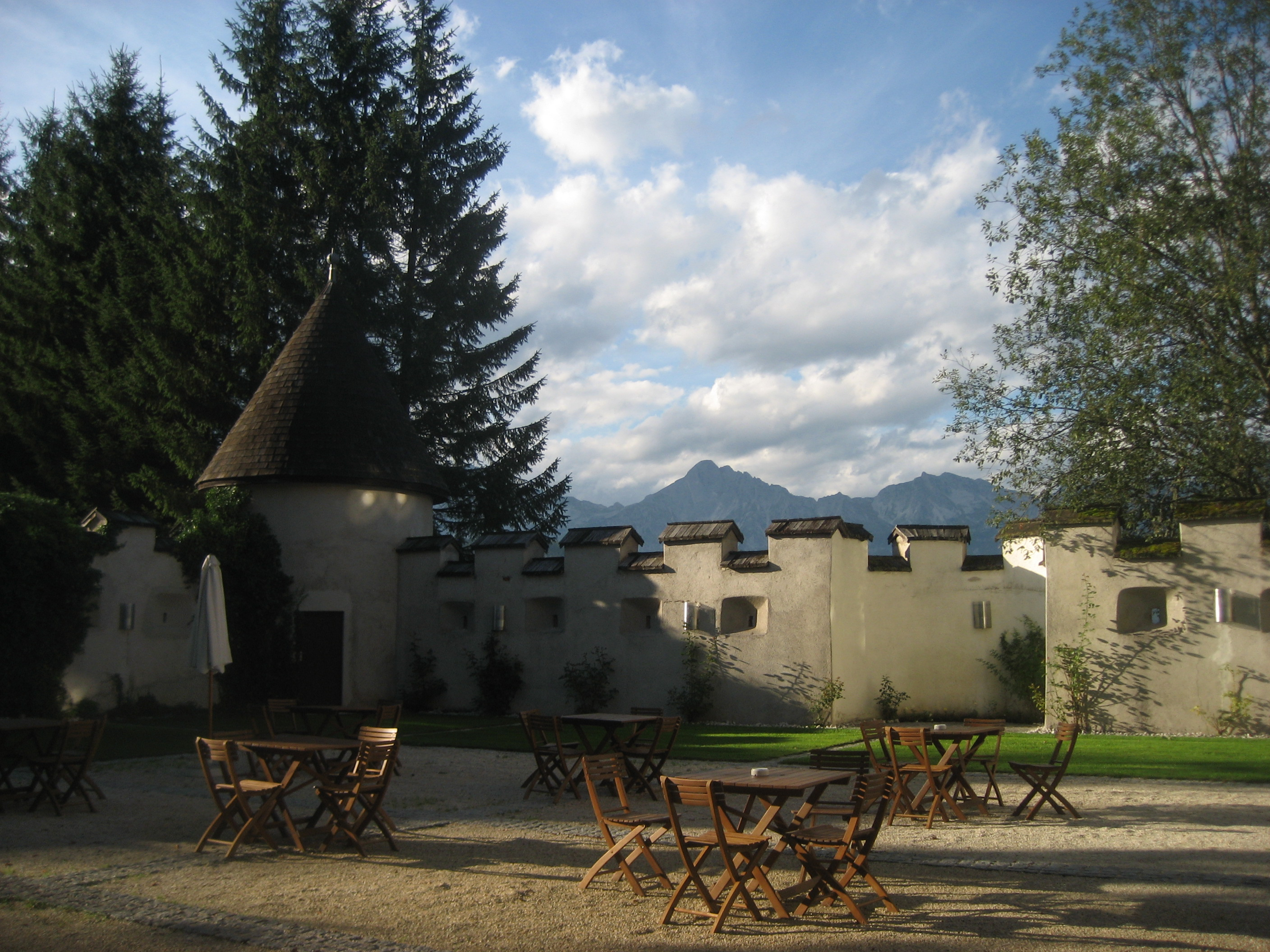
Vorhof
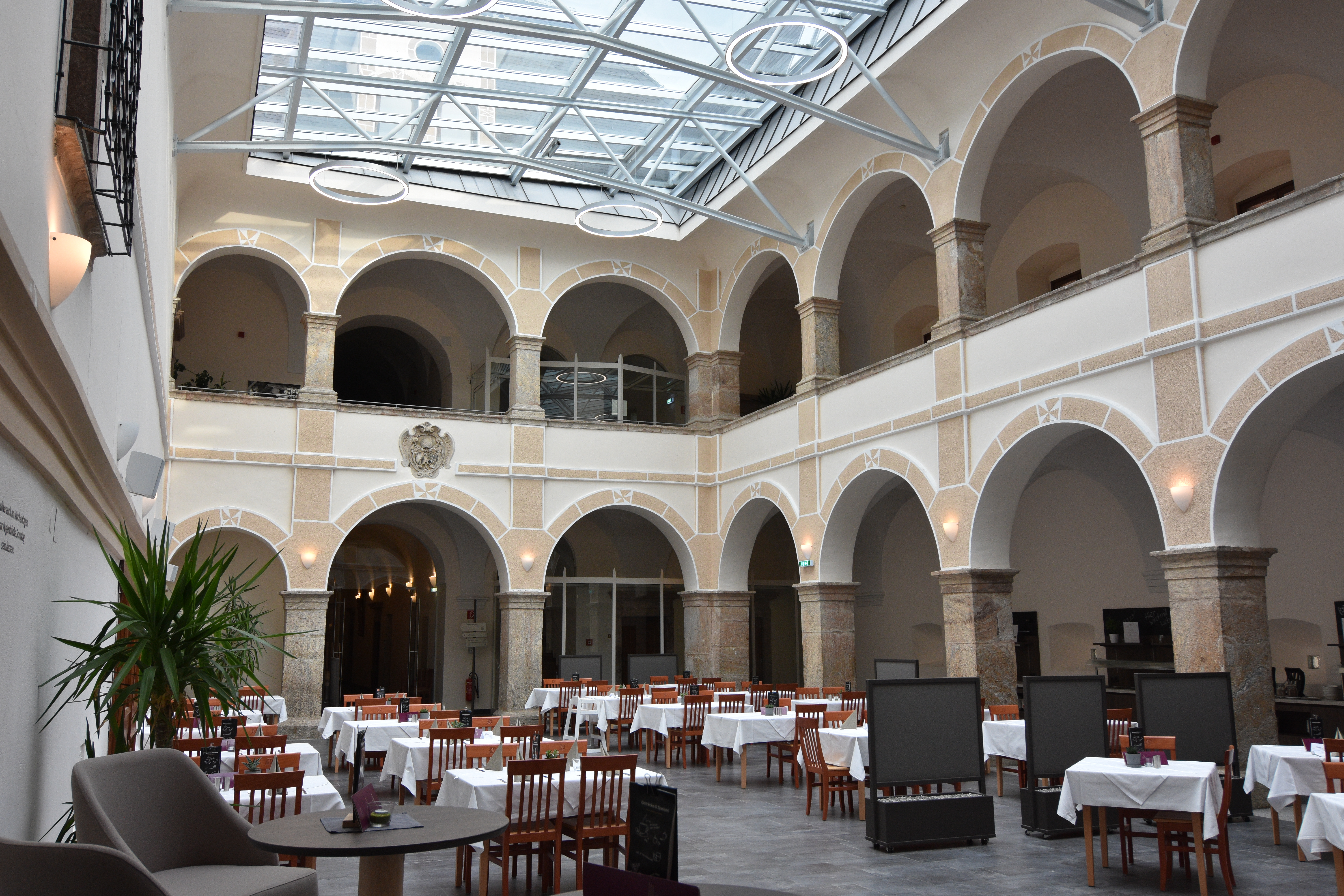
Innenhof
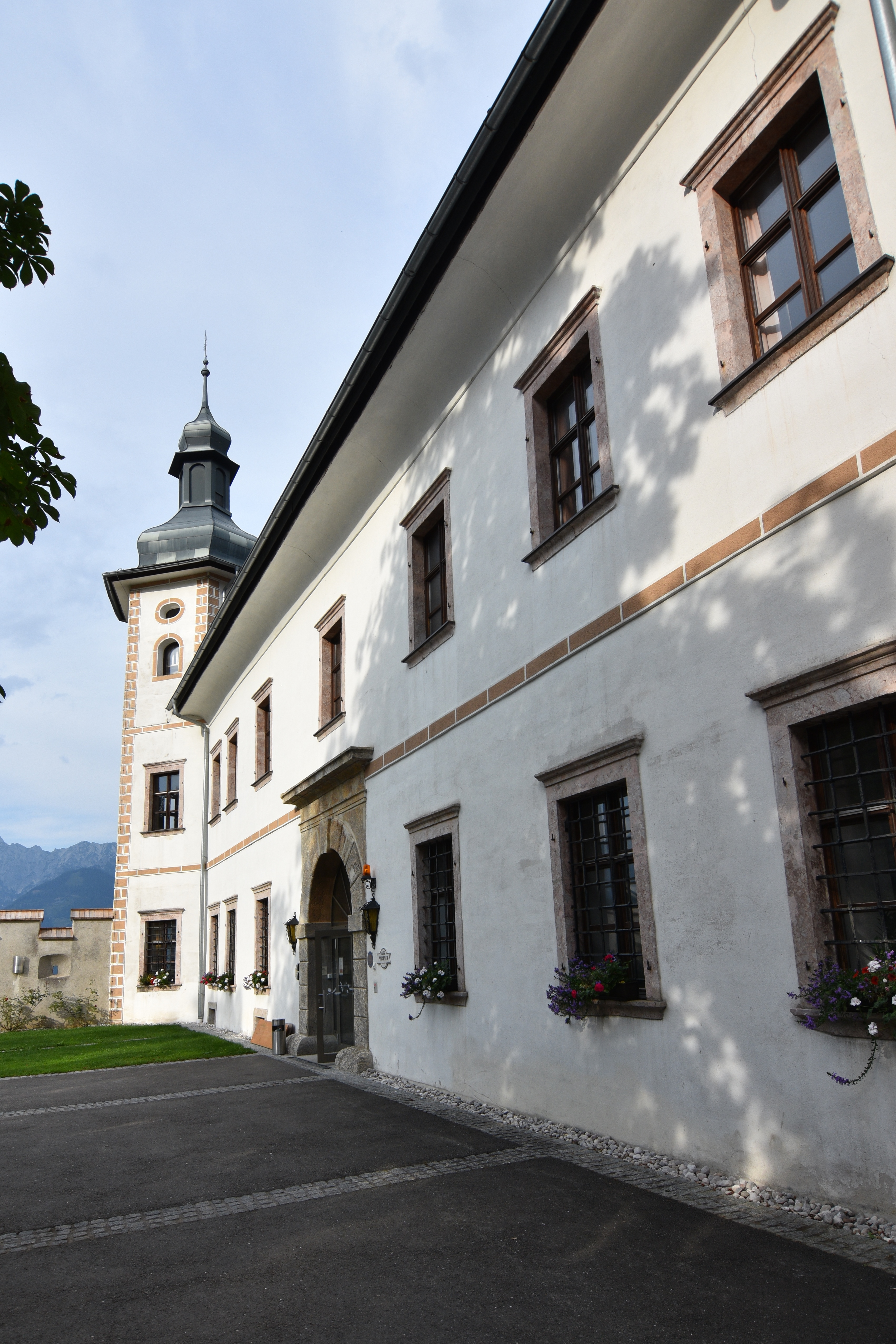
Zugang
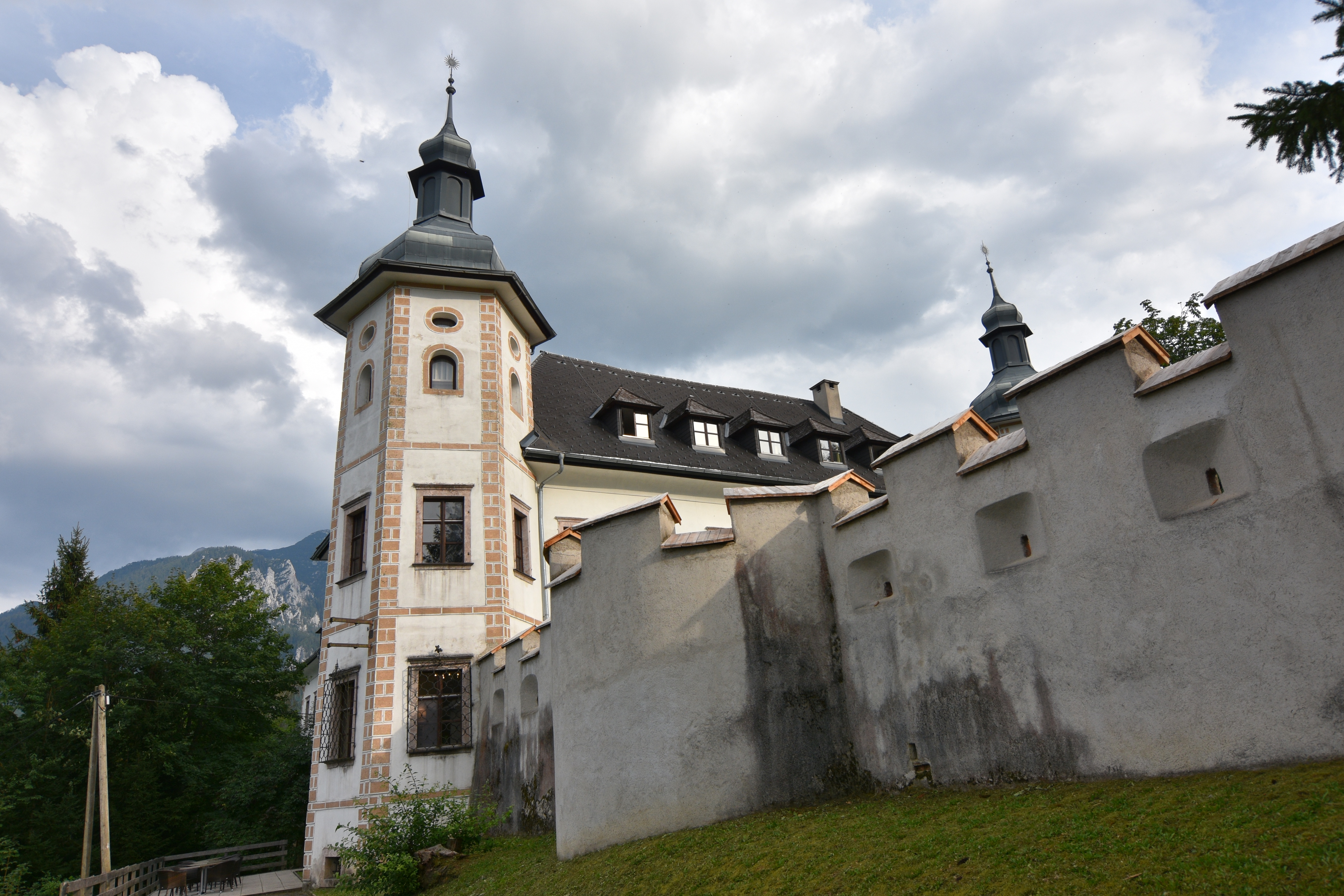
Schießschartenmauer

## Innenarchitektur
Die einst prunkvolle Innenausstattung aus dem Frühbarock ist zum Teil erhalten.

### Schlosskapelle Hl. Benedikt
Im Erdgeschoß des Ostturmes liegt die dem Heiligen Benedikt geweihte Kapelle. Sie ist mit Lünettenbildern verziert und reich mit barockem Stuck geschmückt. In den Deckenfresken und im Altarbild wird der Heilige Benedikt verherrlicht.

### Sonstige Ausstattung
- Rittersaal: Die Deckenmalerei im ehemaligen Speisesaal zeigt das Bild Glorie der hl. Benedikt und Blasius, an den Wänden finden sich bemalte Wandbespannungen mit Bilderzyklus aus der Geschichte des verlorenen Sohnes.
- Schützenzimmer: Im Schützenzimmer steht unter einer einfachen Holzkassettendecke ein reichverzierter eiserner Ofen aus der Erbauungszeit des Schlosses.
- Rauchküche: Erhalten haben sich auch die ausgedehnten Felsenkeller sowie die große Rauchküche rechts vom Eingang.

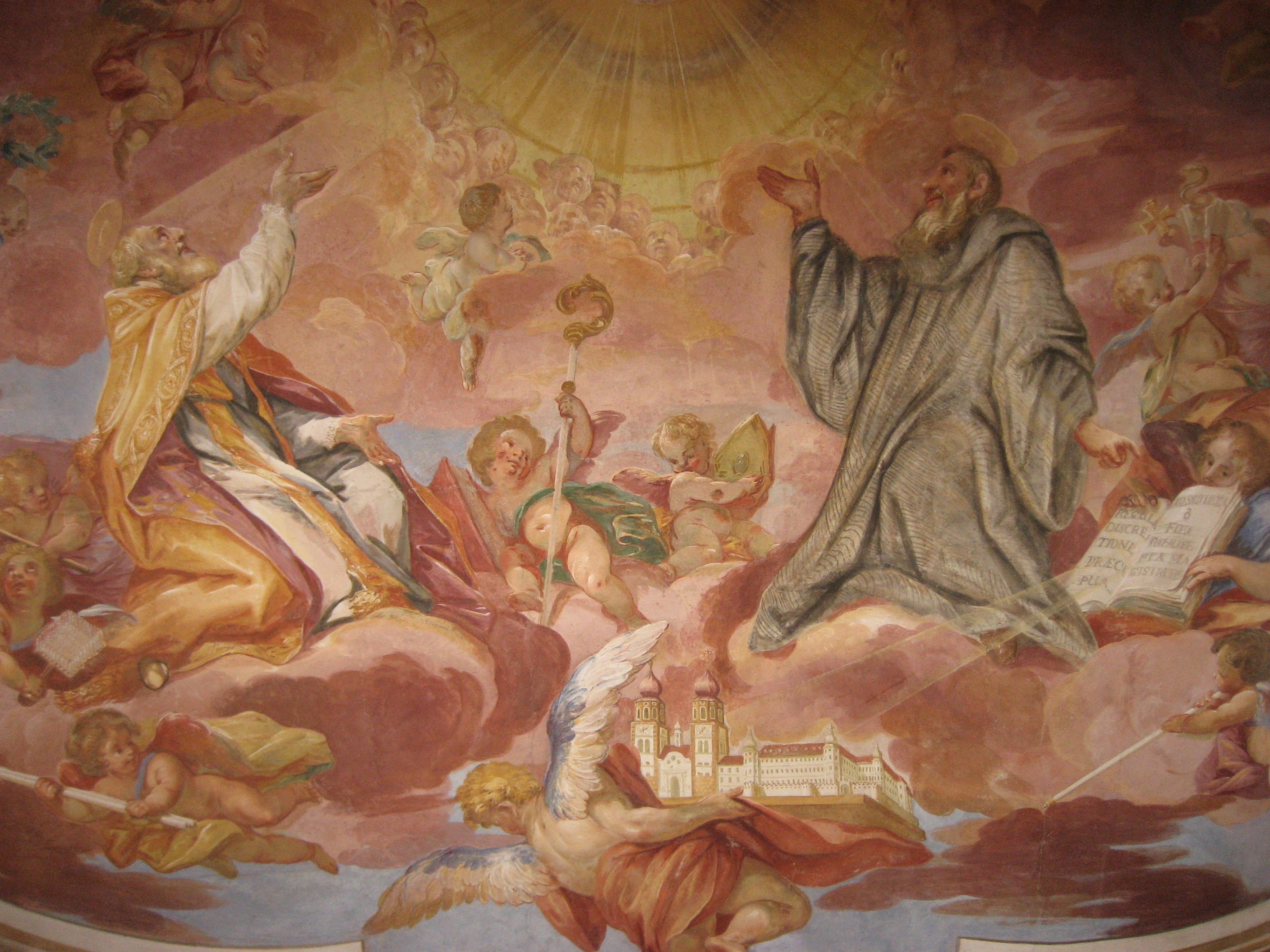
Rittersaal – Glorie der hl. Benedikt und Blasius – Detail
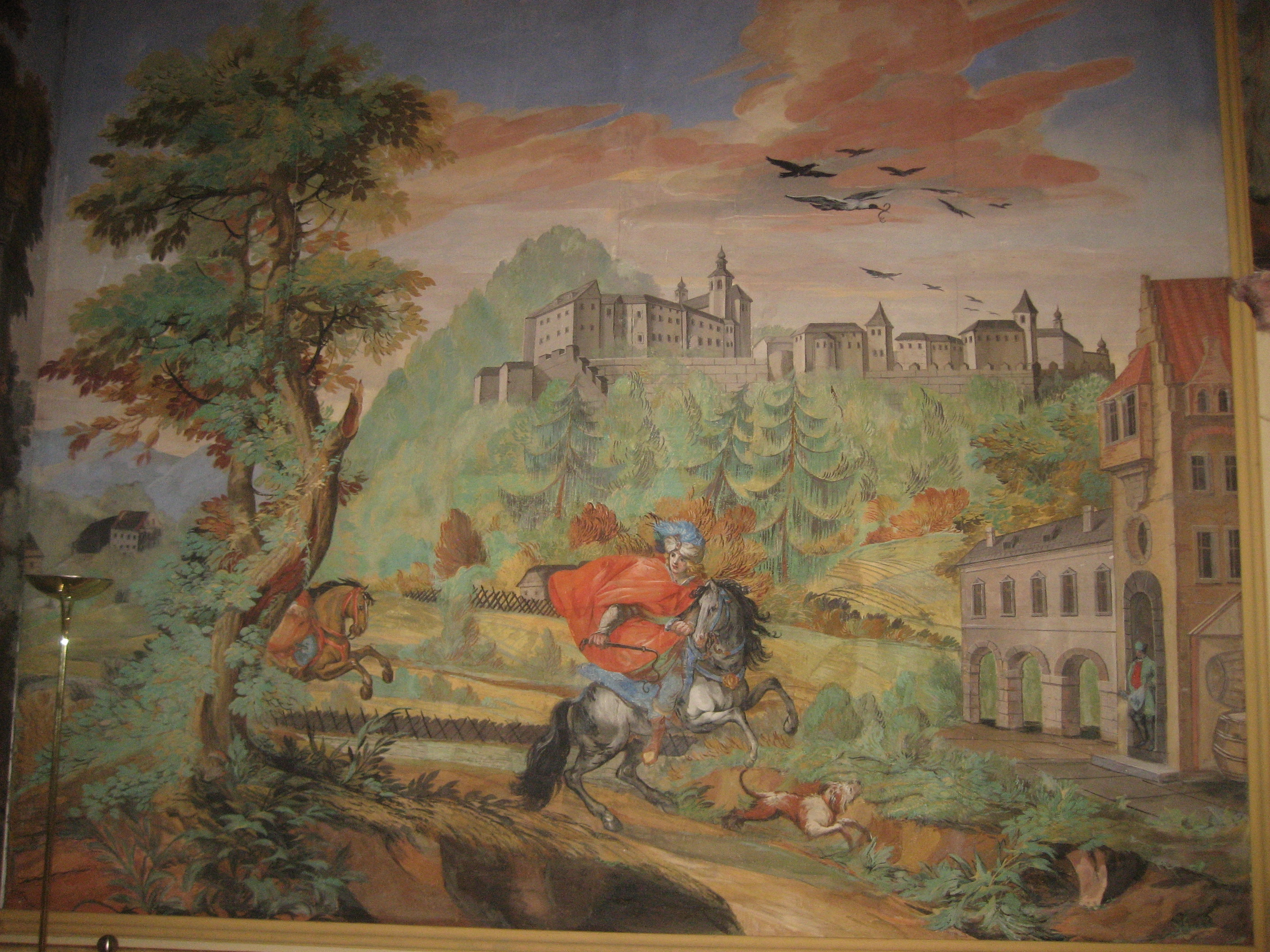
Rittersaal – Wandbehang – Detail
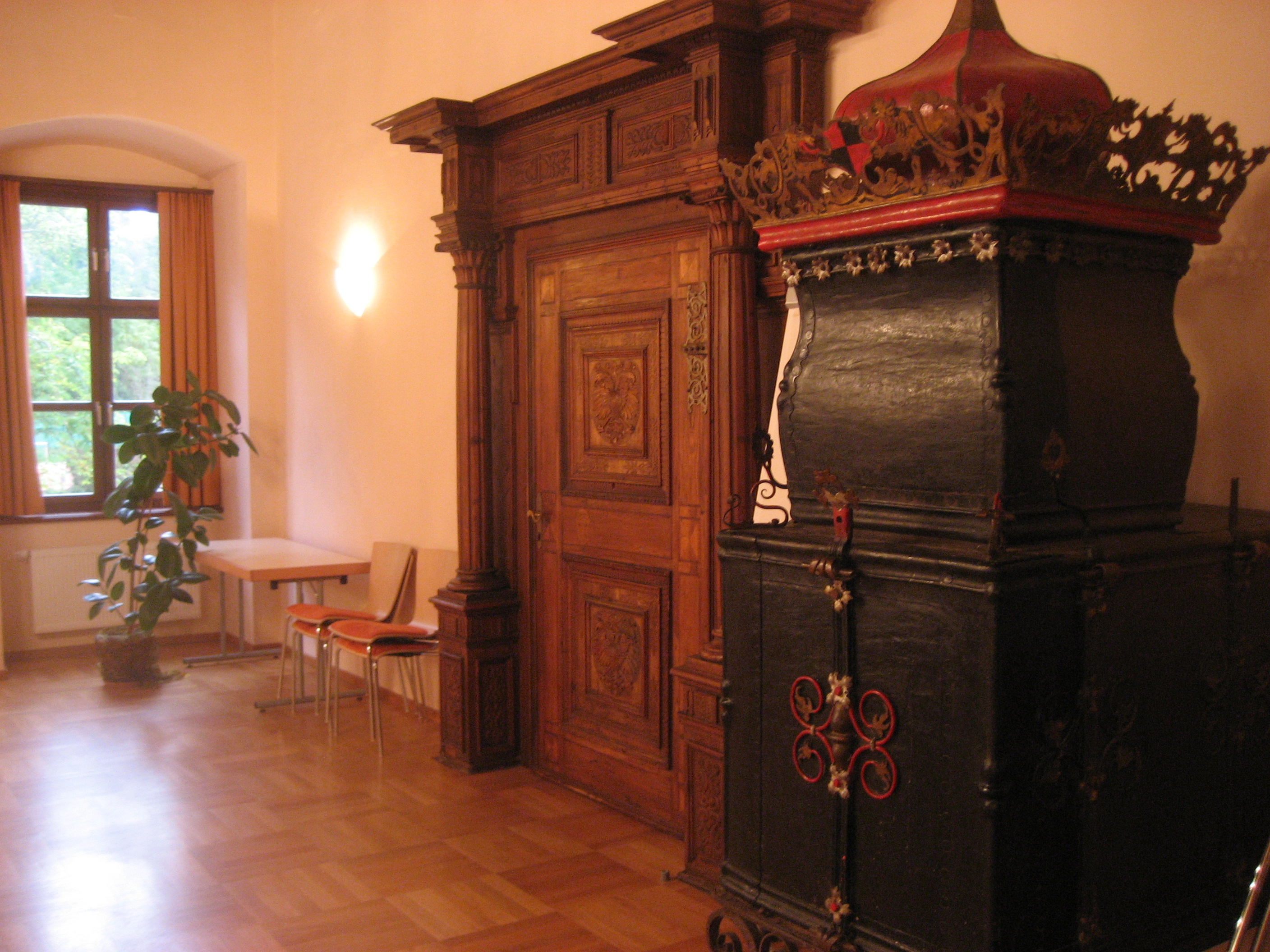
Schützenzimmer
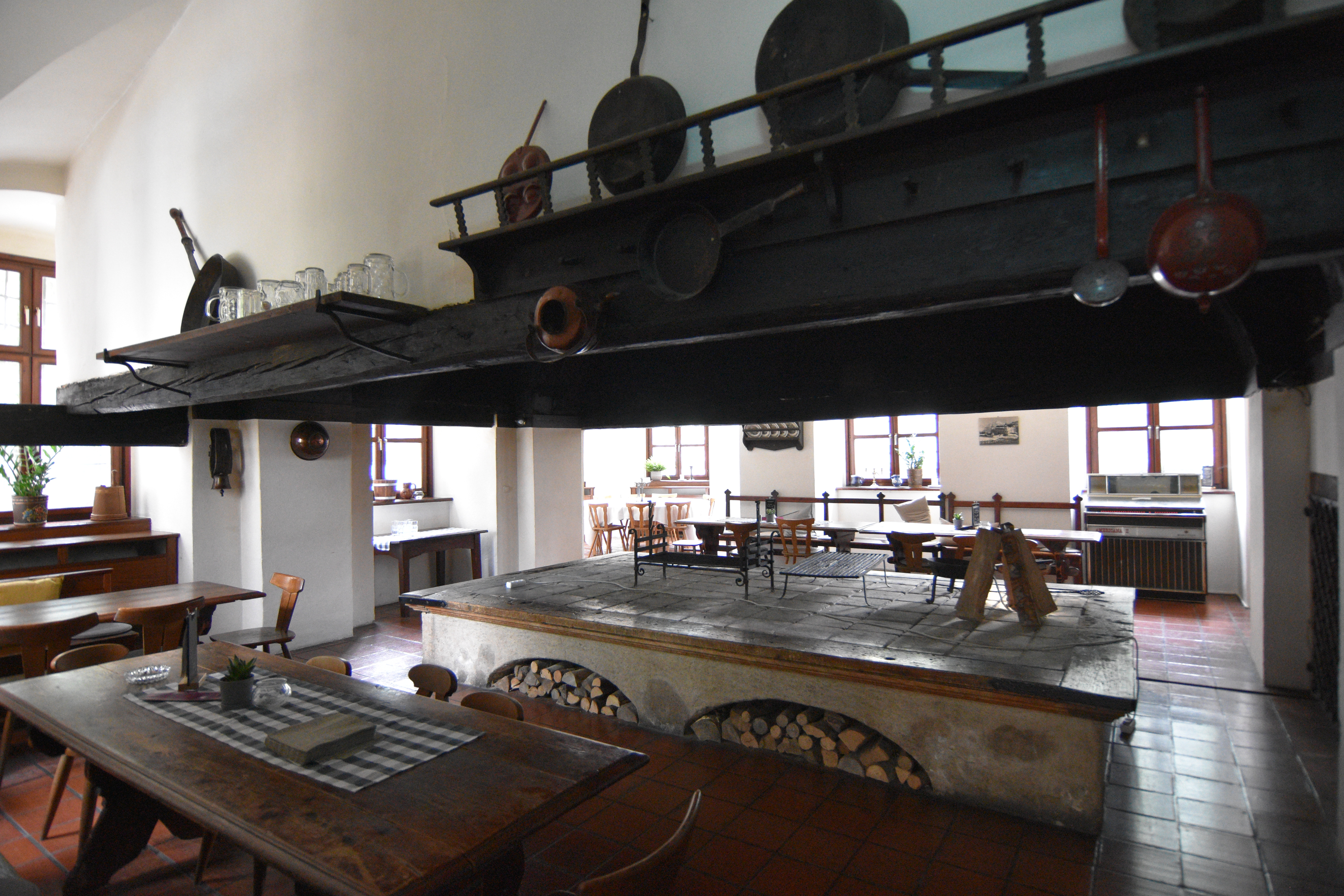
Rauchkuchl